# Nader Werda
 (mars 2024).
Si vous disposez d'ouvrages ou d'articles de référence ou si vous connaissez des sites web de qualité traitant du thème abordé ici, merci de compléter l'article en donnant les références utiles à sa vérifiabilité et en les liant à la section « Notes et références ».
Nader Werda, né le 21 juin 1974, est un footballeur tunisien actif de 1992 à 2008 au poste de milieu offensif. Il devient ensuite entraîneur de football.
Il est le frère de deux anciens joueurs de l'Océano Club de Kerkennah, Riadh et Radhwan Werda.

## Biographie
Il évolue dans de nombreux clubs tunisiens durant ses seize ans de carrière. Il est d'abord formé à l'Océano Club de Kerkennah avec qui il accède en Ligue I en 1995-1996. Il est transféré au Club africain en 1996 et y passe deux saisons. Il participe alors à la Ligue des champions de la CAF 1997 mais son club est éliminé après la phase de groupes ; il remporte par ailleurs la coupe des clubs champions arabes en 1997 et la coupe de Tunisie en 1997-1998 : son équipe bat en finale l'Olympique de Béja (1-1, 4-3), lui marquant un penalty aux tirs au but. En 1998, il est vice-champion de Tunisie et de la Supercoupe arabe.
Durant les saisons 1998-1999 et 1999-2000, il joue pour El Makarem de Mahdia pour la première fois de sa carrière puis, durant la saison 2000-2001, pour l'Avenir sportif de Kasserine avec qui il accède en Ligue II. En 2002, il joue un semestre avec l'Étoile sportive du Sahel, avec qui il devient à nouveau vice-champion de Tunisie et participe à la coupe de la CAF 2002. Durant la saison 2002-2003, il monte à nouveau en Ligue I avec l'Étoile sportive de Béni Khalled. En 2003, il retourne au El Makarem de Mahdia, où il évolue deux saisons et participe à son accession en Ligue II.
Il retourne ensuite à l'Océano Club de Kerkennah durant les saisons 2005-2006 et 2006-2007 comme capitaine de l'équipe et remporte avec lui la coupe de la Ligue amateur Promosport en 2005-2006. Il joue la coupe de Tunisie mais son équipe est éliminée en huitièmes de finale (0-1) contre le Club africain au stade Taïeb-Mehiri de Sfax. Durant l'édition suivante, elle est éliminée en quarts de finale (2-3 après prolongation) contre le Club athlétique bizertin au stade Taïeb-Mehiri. Durant la saison 2007-2008, la dernière de sa carrière de footballeur, il joue pour le Stade sportif sfaxien en Ligue III.
Parallèlement, il est aussi capitaine de l'équipe nationale des moins de 21 ans et compte une sélection en équipe nationale.
En 2007, il commence sa carrière d'entraîneur avec son club d'origine, l'Océano Club de Kerkennah. Durant la saison 2012-2013, il sauve El Makarem de Mahdia de la relégation en Ligue IV. Durant la saison 2013-2014, il termine le championnat de Tunisie espoirs deuxième du classement final avec le Club sportif sfaxien et participe à la demi-finale de la coupe de Tunisie espoirs, organisée à Tunis, mais son club est éliminé, battu 2-0 par l'Espérance sportive de Tunis. Durant la saison 2014-2015, il termine deuxième du championnat de Tunisie espoirs avec le Club africain et gagne la coupe de Tunisie espoirs après avoir battu le Stade tunisien en demi-finale au stade Hédi-Enneifer (1-1 puis 3-0 après penalties) et le Club athlétique bizertin en finale (1-1 puis 5-4 après penalties) au stade olympique d'El Menzah. Durant la saison 2015-2016, il remporte, avec les espoirs du Club africain, la coupe de la Ligue tunisienne de football espoirs après avoir battu les espoirs de l'Étoile sportive du Sahel en finale (1-1 puis 3-2 après tirs au but) au stade d'Hammamet.

## Carrière de joueur
- 1992-1996 : Océano Club de Kerkennah
- 1996-1998 : Club africain
- 1998-2000 : El Makarem de Mahdia
- 2000-2001 : Avenir sportif de Kasserine
- 2002 : Étoile sportive du Sahel
- 2002-2003 : Étoile sportive de Béni Khalled
- 2003-2005 : El Makarem de Mahdia
- 2005-2007 : Océano Club de Kerkennah
- 2007-2008 : Stade sportif sfaxien

## Carrière d'entraîneur
- 2007 : Océano Club de Kerkennah (Ligue III)
- 2009-2011 : Académie de football des Kerkennah
- 2012 : El Makarem de Mahdia (Ligue III)
- 2012-2013 : Océano Club de Kerkennah (Ligue III)
- 2013 : El Makarem de Mahdia (Ligue III)
- 2013 : Club olympique de Médenine (Ligue III)
- 2014 : Club sportif sfaxien (espoirs)
- 2014-2016 :  Club africain (espoirs)
- 2017 : Club africain (juniors)
- 2018 : Club africain (espoirs)
- 2018 : Sporting Ben Arous (Ligue II)
- 2019 : Océano Club de Kerkennah (Ligue II)
- 2019-2021 : Club africain (espoirs)
- 2021 : Olympique de Béja (comme entraîneur adjoint, Ligue I)
- depuis janvier 2022 : Al-Ahli SC (Tripoli) (Libye) (comme entraîneur adjoint, Ligue I)

## Palmarès de joueur
- Coupe des clubs champions arabes :
  - Vainqueur : 1997
- Coupe de Tunisie :
  - Vainqueur : 1997-1998
- Championnat de Tunisie (Ligue II) :
  - Vainqueur : 1995-1996 (poule Sud), 2002-2003
- Championnat de Tunisie (Ligue III) :
  - Vainqueur : 2000-2001, 2003-2004
- Coupe de la Ligue amateur Promosport :
  - Vainqueur : 2005-2006

## Palmarès d'entraîneur
- Coupe de Tunisie espoirs : 
  - Vainqueur : 2014-2015
- Coupe de la Ligue tunisienne espoirs :
  - Vainqueur : 2015-2016